# WHAT'S NEW PUSSYCAT?
『WHAT'S NEW PUSSY CAT?』（ホワッツ・ニュー・プッシー・キャット）は、田村ゆかりのミニアルバム。1997年9月26日にポリグラムから発売された。

## 概要
アルバムに類する物ではこの作品がデビュー作となる。ほとんど名前を知られていない頃に発売されたこともありオリコンチャートは圏外となった。後に全曲がデジタルリマスターされ、アルバム『Early Years Collection』に再収録された。
シングル「輝きの季節」の前に発売されていたシングル「勇気をください」の収録曲は収録されていない。「輝きの季節」と「Sparkle with delight」は後に、キャラクターソングを収録したコレクションアルバム『True Romance』にも収録されている。

## 収録曲
全曲、作詞：三枝翔、作曲・編曲：山口一久
1. HAPPY BIRTHDAY
2. 輝きの季節
  - テレビ東京系『渋谷でチュッ!』初代オープニングテーマ
3. love me do
4. スーパーヘルパー
  - テレビ東京系『'97全仏オープンテニス』ハイライトイメージソング
5. Sparkle with delight
  - テレビ東京系『おむつのオムツ』オープニングテーマ
6. マーメイド